# Барейро, Кандидо
Кандидо Пастор Барейро Кабальеро (исп. Cándido Pastor Bareiro Caballero; 27 октября 1833 — 4 сентября 1880) — парагвайский государственный деятель, президент Парагвая.

## Биография
Родился в 1833 году в Луке. Вошёл в число первых студентов, которым правительство в 1858 году оплатило образование в Европе. Учился в Лондоне, в 1863 году вернулся в Парагвай, а в 1864 году вновь отбыл в Европу, где стал послом в Великобритании и Франции. В 1865 году был награждён Орденом Почёта.
После Парагвайской войны был секретарём в правительстве Риваролы, но смещён после восстания в Такуарале. В правительстве Ховельяноса отвечал за внешние сношения, а при Уриарте был министром финансов.
В 1878 году был избран президентом страны. Как раз незадолго перед этим выбранный в качестве международного арбитра президент США Ратерфорд Хейс решил в пользу Парагвая вопрос о принадлежности региона Чако, и правительство Барейро занялось привлечением в этот регион иммигрантов, что было очень важно для страны, понесшей огромные людские потери во время Парагвайской войны. Осенью 1880 года неожиданно скончался после короткой болезни.